# Єхиднаедр
Єхиднаедр (англ. echidnahedron) — остання зірчаста форма ікосаедра, також називають повною або завершальною формою ікосаедра, так як вона включає в себе всі осередки зірчастої діаграми ікосаедра.
Вперше єхиднаедр був описаний Максом Брюкнером в 1900 році. Назву єхиднаедру дав Ендрю Х'юм, спираючись на те, що його тілесні кути при вершинах малі і це робить його схожим на колючого їжака або єхидну.